# Fulvia Antonia

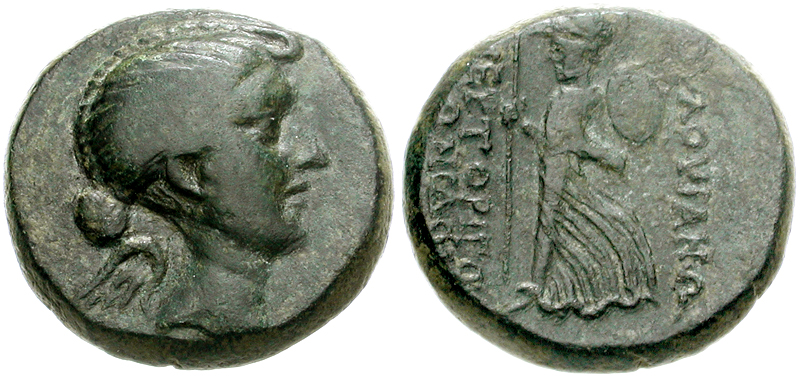
Fulvia mint Niké (balra) ábrázolása egy Kr. e. 41-40 táján vert pénzérmén

Fulvia Antonia (ókori Róma, i. e. 77 – Sziküón, i. e. 40) született Fulvia Flacca Bambula ambiciózus politikai törekvéseiről ismert római matróna, Marcus Antonius felesége, egy ideig Octavianus anyósa, az első nem mitológiai nőalak, aki római pénzérmén szerepelt.

## Életrajza
Fulvius Flaccus Bambulus és Sempronia, Caius Gracchus lányának gyermeke volt. Anyai dédanyja Cornelia Africana, Scipio Africanus lánya volt. Ugyan nem volt patriciusi származású, de a hatalmas Gracchus-örökség birtokosaként tekintélyes volt, és nagy becsben állt a családja.
Első férje Publius Clodius Pulcher, a Kr. e. 1. század híres néppárti politikusa volt, aki a köztársasági államrend stabilitásának megbontásáért volt felelős. Állítólag Fulvia pénzelte férjének tevékenységét, sőt talán a háttérből is ő irányította Clodiust. Clodiust Kr. e. 52-ben meggyilkolták ellenfele, Titus Annius Milo hívei.
Az özvegy ezután Caius Scribonius Curióhoz, egy tehetséges és befolyásos tribunushoz ment feleségül, akit Julius Caesar lepénzelt, mire átállt hozzá Kr. e. 50-ben, és ezzel Caesar malmára hajtotta a vizet a senatus elleni harcban. Jutalmul Kr. e. 49-ben praetor lett, és Caesar a polgárháború kitörésekor Curiót Afrikába küldte, ahol azonban elbizakodottságát kihasználva Juba király  elpusztította hadait. A harcban maga is odaveszett. Ez volt a Caesar-párt egyetlen veresége a Pompeius és szövetségesei elleni háborúban.
Fulvia saját politikai karrierje harmadik házasságával kezdődött, amit Caesar egyik hadvezérével, Marcus Antoniusszal kötött. Antoniusnak jól jött Fulvia vagyona, az asszony pedig ismét egy politika felszínén mozgó férjet tudhatott magáénak.
Caius Iulius Caesar Kr. e. 44. március 15-én történt meggyilkolása után, Kr. e. 43-ban Antonius szövetkezett Octavianusszal, a dictator örökösével és Lepidusszal, Caesar helyettesével (második triumvirátus), melynek értelmében 5 évre korlátlan hatalmat kaptak, és Antonius irányítása alá került Gallia Transalpina és Gallia Cisalpina. A szövetség megerősítéseként Octavianus feleségül vette Fulvia korábbi házasságából származó lányát, Clodiát.
A köztársasági erők elleni harchoz proscriptókkal kívánták előteremteni, melynek keretében végeztek politikai ellenfeleikkel, így a 44-ben Antonius fejére metsző élű Philippikákat zúdító Ciceróval is. Több forrás szerint Fulvia örömmel vette Cicero halálát Antonius és Clodius Pulcher miatt is, aki szintén a kiváló szónok célpontja volt. Plutarkhosz állítása szerint Cicero levágott fejét örömmel nézegette, és arany hajtűivel szurkálta a nyelvét, amely oly sok gondot okozott neki.
Antonius azonban nem volt érdemes a hűségre: a triumvirek osztozkodásakor keletre került, ahol találkozott VII. Kleopátra egyiptomi uralkodónővel, akibe beleszeretett. Octavianus Itáliában maradt, és a veteránok letelepítését intézte, ami óriási társadalmi és politikai feszültségekhez vezetett. Fulvia akkor állt az elégedetlenkedők élére, amikor Octavianus bejelentette, hogy elválik lányától, Clodiától. Sógorával, Lucius Antonius consullal együtt katonákat toborzott, és megszállta Rómát, majd észak felé vonult, ahol Asinius Pollio, Munatius Plancus és Fufius Calenus legióival akart egyesülni. A haditerv nem sikerült: Marcus Vipsanius Agrippa, Octavianus hadvezére bekerítette őket az etruriai Perusia (Perugia) városában, ahol Kr. e. 40 februárjában kénytelenek voltak kapitulálni.
Octavianus megkímélte a főszervezők életét. Fulvia Brundisiumon keresztül Athénba ment, ahol a történetírók szerint férje lehordta a béke felforgatásáért. Fulvia ekkoriban betegedett  meg – talán Antonius durvaságától – és Sziküonban, ahol hamarosan meghalt. Férjét, bár Kleopátra már a szeretője volt, és betegsége alatt sem állt mellette, mivel Octavianusszal kellett rendeznie a helyzetet, megviselte az energikus Fulvia halála. Mindazonáltal halála megkönnyítette a triumvirek kibékülését. Ezután Antonius új felesége, Octavianus testvére, Octavia viselte Fulvia gyermekeinek gondját.

### Fulvia gyermekei
- Első férjétől, Publius Clodius Pulchertől:
  - Clodia Pulchra, rövid ideig Octavianus első felesége
  - Publius Claudius Pulcher
- Második, Gaius Scribonius Curióval kötött házassága gyermektelen maradt.
- Harmadik, Marcus Antoniusszal kötött házasságából:
  - Marcus Antonius Antyllus, Octavianus végeztette ki Kr. e. 31-ben
  - Iullus Antonius